# سيمور مارتن ليبست
كان سيمور مارتن ليبست (Seymour Martin Lipset) (مارس 18, 1922–ديسمبر 31, 2006) عالم اجتماع سياسي أمريكي، وزميل متميِّز في معهد هوفر في جامعة ستانفورد، كما كان أستاذًا في السياسة العامة في جامعة جورج ماسون. يتمثَّل عمل ليبست الرئيسي في مجالات علم الاجتماع السياسي والتنظيم النقابي والتقسيم الطبقي الاجتماعي والرأي العام وعلم اجتماع الحياة الفكرية. كما كتَب بإسهاب ٍعن شروط الديمقراطية من منظورٍ مقارن.

## النشأة والتعليم
ولد ليبست في نيويورك، وكان والده من المهاجرين اليهود الرّوس. تخرَّج ليبست من كلية مدينة نيويورك، حيث كان يساري مناهض للستالينية ثم أصبح فيما بعد رئيس اتحاد الشباب الاشتراكي. ترك الحزب الاشتراكي في عام 1960 ووصف نفسه بسياسي الوسط حيث تأثَّر كثيرًا بكلٍ من أليكسيس دي توكويفيل (Alexis de Tocqueville) وجورج واشنطن وأرسطو وماكس فيبر. حصل ليبست على دكتوراه في علم الاجتماع من جامعة كولومبيا في عام 1949، حيث كان يُدرس قبل ذلك في جامعة تورنتو.

## الوظيفة الأكاديمية
كان ليبست أستاذ Caroline S.G. Munro في العلوم السياسية وعلم الاجتماع في جامعة ستانفورد (1975–1990) وأستاذthe George D. Markham في شئون الحكومة والاجتماع في جامعة هارفارد. كما كان يُدرس في جامعة كولومبيا وجامعة كاليفورنيا، بركلي وجامعة تورنتو. حصل ليبست على جائزة ماسيفر (MacIver) (1960) تقديرًا لكتابه الرجل السياسي وعلى جائزة جونار ميردال (Gunnar Myrdal) تقديرًا لكتابه سياسات الجنون. وكان كتابه أول دولة جديدة ضمن الدور النهائي لـجائزة الكتاب الوطني. كما تقلَّد ميداليتي تاونسند هاريس (Townsend Harris) ومارجريت بيرد داوسون (Margaret Byrd Dawson) نظرًا لما قام به من إنجازاتٍ كبيرةٍ، كما منحه المجلس الدولي الشمالي للاتصالات الميدالية الذهبية تقديرًا لما أجراه من دراساتٍ كنديةٍ، ومنحته الجمعية الأمريكية للعلوم السياسية جائزة ليون ابشتاين (Leon Epstein) في السياسات المقارنة. وقد حصل ليبست على جائزة مارشال سكلار (Marshall Sklare) لتفوّقه في الدراسات اليهودية. وفي عام 1997 منحت الرابطة العالمية لأبحاث الرأي العام ليبست جائزة هيلين دينرمان (Helen Dinnerman).
كان ليبست أحد أعضاء الأكاديمية الوطنية للعلوم. كما كان الشخص الوحيد الذي تولى رئاسة كلٍ من الرابطة الأمريكية لعلم الاجتماع (1992–93) والجمعية الأمريكية للعلوم السياسية (1979–80). كما شغل منصب رئيس الجمعية الدولية لعلم النفس السياسي ورابطة البحث الاجتماعي والرابطة العالمية لأبحاث الرأي العام وجمعية البحث المقارن. كما تولى رئاسة جمعية بول لازارسفيلد (Paul F. Lazarsfeld) في فيينا.
يشتمل ما نشره ليبست من كتبٍ على الآتي الاستثنائية الأمريكية: سيف ذو حدين (W.W. Norton, 1996) والانقسام القاري: القِيم والمؤسسات في الولايات المتحدة وكندا (Routledge, 1990), واشترك مع إيرل راب (Earl Raab) في تأليف كتاب اليهود والساحة الأمريكية الجديدة (مطبعة جامعة هرفارد، 1996).
كان لليبست دور فعَّال في إدارة الشئون العامة على صعيدٍ وطني، حيث شغل منصب مدير معهد السلام الأمريكي. كما كان عضوًا في مجلس إدارة منظمة ألبرت شنكر (Albert Shanker)، وعضوًا في المجلس الأمريكي للمنح الدراسية الخارجية، كما كان الرئيس المشارك للجنة إصلاح قانون العمل، والرئيس المشارك لإحدى اللجان الفعَّالة لمنظمة اليونسكو، وعَمل مستشارًا لكلٍ من الوقف الوطني للعلوم الإنسانية، والمعهد الوطني للعلوم الإنسانية، والوقف الوطني للديمقراطية، واللجنة اليهودية الأمريكية.
شغل ليبست منصب رئيس الأساتذة الأمريكية للسلام في الشرق الأوسط، ورئيس لجنة بناي بريت (B'nai B'rith) هيليل القومية ورئيس المجلس الاستشاري لهيئة التدريس في منظمة النداء اليهودي الموحد والرئيس المشارك للجنة التنفيذية للمركز الدولي للسلام في الشرق الأوسط. كما أنه كان يسعى لسنواتٍ لإيجاد حل للصراع الفلسطيني الإسرائيلي، حيث تَشغل هذه القضية جزءًا من المشروع الضخم الذي قام به ليبست والذي عنى بدراسة العامل الذي يُمَكن المجتمعات من دعم الأنظمة الديمقراطية المستقرة والسلمية. فقد ركَّز في هذا المشروع على بحث الشروط المسبَقة للديمقراطية، لاسيما التنمية الاجتماعية والاقتصادية العالية ومدى تأثير الديمقراطية على السلام.
(انظر أيضًا أعمال أمارتيا سن).
توفيت زوجة ليبست الأولى التي تُدعى إلسي (Elsie) في عام 1987، بعد أن أنجب منها ثلاثة أطفال وهم: ديفيد (David) ودانيال (Daniel) وسيسي (Cici). وكان ديفيد ليبست يعمل أستاذًا في علم الإنسان في جامعة مينيسوتا. فضلاً عن أطفاله الثلاث وأحفاده الست، واصل ليبست حياته مع زوجته الثانية التي تُدعى سيدني (Sydnee) والتي تزوجها في عام 1990.
كان ليبست من مؤيدي «نظرية التحديث» التي تفترض أن الديمقراطية هي النتيجة المباشرة للنمو الاقتصادي إضافةً إلى أنه اشترك مع زميله ستين روكان بنسبةٍ كبيرةٍ في وضع نظرية الانقسام.

## الأقوال المأثورة
“كلما زادت ثروات الدولة، كلما زادت فرص دعمها للديمقراطية.”
«أولئك الذين تقتصر معرفتهم على بلدٍ واحدٍ لا يعرفون أي بلد.»

## أعماله
- Agrarian Socialism: The Cooperative Commonwealth Federation in Saskatchewan, a Study in Political Sociology (1950), ISBN 0-520-02056-1 (1972 printing). online edition
- سنهبط إلى واشنطن (1951).
- كتاب الاتحاد الديمقراطي الذي اشترك في تأليفه مع مارتين ترو (Martin Trow) وجيمز صامويل كولمان.
- Social Mobility in Industrial Society with Reinhard Bendix (1959), ISBN 0-88738-760-8 online edition
- Social Structure and Mobility in Economic Development with Neil J. Smelser (1966), ISBN 0-8290-0910-8 online edition
- التنمية الاقتصادية والشرعية السياسية (1959).
- Political Man: The Social Bases of Politics  [لغات أخرى]‏ (1960), ISBN 0-385-06650-3. online edition
- The First New Nation (1963), ISBN 0-393-00911-4 (1980 printing). online edition
- ثورة طالب بركلي: حقائق وتفسيرات، حررها شيلدون اس وولن (Sheldon S. Wolin) (1965)
- أنظمة الحزب وصفوف الناخبين. اشترك في تحريره مع ستين روكان (صحافة حرة، 1967)
- Student Politics (1967), ISBN 0-465-08248-3. online edition
- Revolution and Counterrevolution: Change and Persistence in Social Structures, (1968) ISBN 0-88738-694-6 (1988 printing). online version
- التحيُّز والمجتمع الذي اشترك في تأليفه مع إيرل رااب.
- The Politics of Unreason: Right Wing Extremism in America, 1790-1970 with Earl Raab (1970), ISBN 0-226-48457-2 (1978 printing). online edition
- The Divided Academy: Professors and Politics with Everett Carl Ladd, Jr. (1975), ISBN 0-07-010112-4. online edition
- نقص الثقة: العمل والعُمال والحكومة في أذهان الجماهير (1987).
- الانقسام القاري: القِيم والمؤسسات في الولايات المتحدة وكندا (1989).
- اليهود والساحة الأمريكية الجديدة الذي اشترك في تأليفه مع إيرل راب (1995).
- الاستثنائية الأمريكية: سيف ذو حَدين (1996).
- لم يَحدث ذلك هنا: لماذا فشل النظام الاشتراكي في الولايات المتحدة الذي اشترك في تأليفه مع جراي ماركس (Gary Marks) (2001), ISBN 0-393-32254-8.
- مفارقة النقابات الأمريكية: لماذا يميل الأمريكيون إلى الاتحادات أكثر من الكنديين في حين لا ينضم إليها إلا القليل منهم الذي اشترك في تأليفه مع نواه ميلتز (Noah Meltz) ورافايل جوميز (Rafael Gomez) وإيفان كاتشانوفسكي (Ivan Katchanovski) (2004), ISBN 0-8014-4200-1.
- القرن الديمقراطي الذي اشترك في تأليفه مع جاسون ام لاكين (Jason M. Lakin) (2004), ISBN 0-8061-3618-9.
- "Steady Work: An Academic Memoir", in Annual Review of Sociology, Vol. 22, 1996. online version
- «التنمية الاقتصادية والديمقراطية»

## وصلات خارجية
- Biography نسخة محفوظة 21 فبراير 2006 على موقع واي باك مشين. at the Hoover Institution.
- Booknotes interview with Lipset on American Exceptionalism: A Double-Edged Sword, June 23, 1996.
- Obituary in the واشنطن بوست.
- Obituary in the جيروزاليم بوست.
- Obituary, by Metta Spencer, Peace Magazine, April 2007.
- Seymour Martin Lipset interview with Ben Wattenberg (بي بي إس).
- Seymour Martin Lipset Memorial Website